# Николай Сираков
Николай Атанасов Сираков е български археолог – праисторик, доцент, доктор по археология, университетски преподавател. Специалист по палеолит и най-ранното човешко присъствие (Homo sapiens) на Балканите.

## Биография
Николай Сираков е роден на 6 юли 1944 г.
През 1966 г. започва висшето си образование в Софийския университет „Св. Климент Охридски“, специалност „История“. През 1967 г. продължава обучението си в Археологическия институт на Ягелонския университет в Краков, Полша. През 1972 г. защитава с отличен успех дипломна работа и придобива магистърска степен по праистория. По време на следването си, през 1971 г., Сираков започва да подготвя мащабен съвместен археологически проект между България и Полша за извършване на интердисциплинарни изследвания в пещерата Бачо Киро, която се намира в близост до Дряновския манастир в Северна България.
След завършването на висшето си образование е приет като докторант в същия университет. Под научното ръководство на проф. Ян К. Козловски разработва докторска дисертация на тема „Реконструкция на среднопалеолитни кремъчни комплекси от пещерата Самуилица (Северна България) и тяхното таксономично положение спрямо палеолита на Югоизточна Европа“. През 1978 г. защитава успешно дисертацията си и придобива образователната и научна степен „доктор по хуманитарни науки“ на Ягелонския университет. По-късно трудът му е публикуван като самостоятелно издание в престижната поредица Folia Quaternaria, том 55 (1983).
В периода 1978 – 2013 г. Николай Сираков работи в Секцията по праистория към Археологическия институт с музей при БАН. Неформален ръководител на групата за палеолитни изследвания в България. В нея влизат археолозите: Николай Сираков, Иван Гацов, Стефанка Иванова и Свобода Сиракова.
Николай Сираков е женен за археоложката Свобода Сиракова.

## Научна дейност
- Участва в проучванията на пещерата Бачо Киро.[5]
- В периода 1976 – 1986 г. Николай Сираков участва в археологическите проучвания на откритото палеолитно находище край с. Муселиево, Никополско. В рамките на тази дългосрочна теренна кампания успява да привлече за съвместна работа утвърдени специалисти от Белгия, с което поставя основите на международно научно сътрудничество в изследването на палеолита в България.[6]
- Между 1981 и 1987 г. Сираков е член на интердисциплинарна експедиция, насочена към изследването на високопланински палеолитен обект в Девинска планина (Родопите) – района на хижа „Орфей“ при село Борино.[7] Това е и един от първите опити за систематични проучвания на праисторически обекти във високопланинска среда в България.
- В периода 1986 – 1990 г. организира и ръководи първата българска археологическа експедиция на територията на Виетнам.[8] Проучванията са фокусирани върху пещерни обекти, принадлежащи към Хоабинския културен комплекс – едно от най-важните праисторически явления в Югоизточна Азия.
- В периода 1984 – 1994 г. Николай Сираков ръководи дългосрочни археологически проучвания в пещерата Темната дупка в района на Карлуковския карст при с. Карлуково. Експедицията, организирана с международно участие, обединява изследователи от България, Полша и Франция. В нея участват утвърдени учени, както и студенти и докторанти от Нов български университет, Ягелонския Университет (Краков), Университета „Бордо I“, Зоологическия институт на БАН, както и спелеолози от различни пещерни клубове в страната.[9] Проектът се превръща в най-мащабната археологическа експедиция в областта на палеолита в Източните Балкани през този период. „Темната дупка“ се утвърждава като своеобразна полева лаборатория, обединяваща десетки участници в интензивна теренна и интердисциплинарна изследователска дейност.[10] Резултатите от този многонационален проект са публикувани в три обемни тома, посветени на средния и късния палеолит в Югоизточна Европа, съдържащи анализи на стратиграфията, производствени комплекси, палеоекологичните условия и антропогенната дейност в пещерата.[11][12][13]

- От 1996 г. в пещерата Козарника, разположена в района на Белоградчишкия карст (Северозападна България), Николай Сираков съвместно с френския палеоонтолог Жан-Люк Гуадели (Jean-Luc Guadelli) и колеги от Университета в Бордо започва реализацията на дългосрочен българо-френски археологически проект.[14][15] Разкопките в „Козарника“ довеждат до едни от най-съществените научни открития, свързани с най-ранното присъствие на представители на рода Homo на европейския континент[16]. Откритите културни пластове са датирани към периода преди над 1,4 млн. години, което превръща обекта в ключово звено за разбирането на палеоантропологичните процеси в Югоизточна Европа[17]. Наред със своя научен принос проектът има съществена образователна роля: в рамките му се обучават десетки млади български специалисти в областта на ранната праистория – предимно възпитаници на Нов български университет[18]. Много от тях впоследствие изграждат кариера в научните и университетските среди в България и чужбина.[19][20]

## Преподавателска дейност
В периода от края на 90-те години на XX в. до 2010 г. доц. д-р Николай Сираков е хоноруван преподавател към департамент „Археология“ на Нов български университет. Води редица курсове с акцент върху праисторическата археология и технологическия анализ като:
- „Човекът и най-ранните технологии“
- „Въведение в ранната праистория“
- „Ранни праисторически технологии“
- „Принципи на технологическия и типологически анализ“
- „Каменните ансамбли в контекста на археологическите извори за праисторията на Европа“

Неговото преподаване се отличава с дълбочина на изследователския подход, интердисциплинарност и използване на съвременни методологични парадигми. Обучава множество студенти и докторанти, част от които днес са утвърдени учени в България и чужбина.

## Избрани публикации
- Sirakov. N. La Grotte de Samuilitsa. Une industrie moustérienne de la Bulgarie du Nord..., Folia Quaternaria 55, 1983
- Temnata Cave: Excavations in Karlukovo Karst Area, Bulgaria (3 vols.), Kraków–Sofia, 1996–2004
- Sirakov, N. et al., "Lower Pleistocene Hominid Occupation in Kozarnika Cave", Journal of Human Evolution, 2005
- Tuffreau, A., Sirakov, N., and Guadelli, J.-L., "Kozarnika Cave and the First Occupation of Europe", Comptes Rendus Palevol, 2005